# Entjärnen, Jämtland
Entjärnen är en sjö i Strömsunds kommun i Jämtland och ingår i Ångermanälvens huvudavrinningsområde. Sjön har en area på 0,103 kvadratkilometer och ligger 333,2 meter över havet. Sjön avvattnas av vattendraget Storhöjdbäcken.

## Delavrinningsområde
Entjärnen ingår i det delavrinningsområde (707286-150204) som SMHI kallar för Mynnar i Neder-Drevflyn. Medelhöjden är 312 meter över havet och ytan är 12,45 kvadratkilometer. Det finns inga avrinningsområden uppströms utan avrinningsområdet är högsta punkten. Storhöjdbäcken som avvattnar avrinningsområdet har biflödesordning 4, vilket innebär att vattnet flödar genom totalt 4 vattendrag innan det når havet efter 157 kilometer. Avrinningsområdet består mestadels av skog (75 procent). Avrinningsområdet har 0,21 kvadratkilometer vattenytor vilket ger det en sjöprocent på 1,6 procent.